# Neil Edward Tiedemann

Wappen von Neil Edward Tiedemann

Neil Edward Tiedemann CP (* 5. März 1948 in Brooklyn) ist ein US-amerikanischer Ordensgeistlicher und emeritierter Weihbischof in Brooklyn.

## Leben
Neil Edward Tiedemann trat der Ordensgemeinschaft der Passionisten bei, legte am 22. August 1971 die Profess ab und empfing am 16. Mai 1975 die Priesterweihe.
Papst Benedikt XVI. ernannte ihn am 20. Mai 2008 zum Bischof von Mandeville. Der Erzbischof von Kingston in Jamaika, Donald James Reece, spendete ihm am 6. August desselben Jahres die Bischofsweihe; Mitkonsekratoren waren Thomas Vose Daily, Bischof von Brooklyn, und Charles Henry Dufour, Bischof von Montego Bay.
Am 29. April 2016 ernannte ihn Papst Franziskus zum Titularbischof von Cova und zum Weihbischof in Brooklyn.
Papst Franziskus nahm am 30. Juni 2023 das von Neil Edward Tiedemann aus Altersgründen vorgebrachte Rücktrittsgesuch an.